# تون دیزنی
تون دیزنی (انگلیسی: Toon Disney) شرکت رسانه‌ای آمریکایی است، که در سال ۱۹۹۸ تأسیس شد.